# Piper calvescentinerve
Piper calvescentinerve är en pepparväxtart som beskrevs av William Trelease. Piper calvescentinerve ingår i släktet Piper och familjen pepparväxter. Inga underarter finns listade i Catalogue of Life.